# Przestrzeń podpajęczynówkowa

Przestrzeń podpajęczynówkowa mózgu

Przestrzeń podpajęczynówkowa rdzenia kręgowego

Przestrzeń podpajęczynówkowa (łac. spatium subarachnoideum) – przestrzeń pomiędzy blaszką opony pajęczej a oponą miękką, otaczająca mózgowie w jamie czaszki i rdzeń kręgowy w kanale kręgowym, wypełniona płynem mózgowo-rdzeniowym. Przechodzą przez nią naczynia krwionośne oraz nerwy czaszkowe i korzenie nerwów rdzeniowych.

Przeczytaj ostrzeżenie dotyczące informacji medycznych i pokrewnych zamieszczonych w Wikipedii.